# 孟邦杰
孟邦杰（?—?），南宋初年岳家军抗金将领。
孟邦杰为伪齐刘豫辖下权河南府尹，绍兴八年（1138年）率众归降岳飞。绍兴十年（1140年）五月，完颜兀术撕毁与南宋的和议，再次大举南侵。岳飞派遣王贵、牛皋、董先、杨再兴、孟邦杰、李宝等，经略西京、汝州、郑州、颍昌府、陈州、曹州、光州、蔡州诸州府；又派遣梁兴渡黄河，纠合忠义社，联合以赵云为首的会合太行忠义及两河豪杰，取河东河北州县。不久，李宝在曹州、宛亭、渤海庙告捷；董先、姚政在颍昌告捷；刘政在中牟告捷。张宪收复颍昌、淮宁府；王贵部将杨成收复郑州；张应、韩清收复西京。牛皋、傅选在京西、黄河告捷。孟邦杰收复永安军，孟邦杰部将杨遇收复南城军，孟邦杰与刘政又在西京告捷。